# Ambala Sadar
Ambala Sadar is een nagar panchayat (plaats) in het district Ambala van de Indiase staat Haryana. 

## Demografie
Volgens de Indiase volkstelling van 2001 wonen er 106.378 mensen in Ambala Sadar, waarvan 52% mannelijk en 48% vrouwelijk is. De plaats heeft een alfabetiseringsgraad van 77%. 